# I vågens tecken
I vågens tecken är ett samlingsalbum med Lili & Susie, utgivet 1995.

## Låtlista
1. Vågens tecken / L. Karlsson, G. By Skoglund, N. Strömstedt, L. Päivärinta, S. Päivärinta, K.Almgren
2. Jag vet, jag vet / N. Strömstedt
3. Vintergatan / P. Alm, M. Karlsson, L. Päivärinta, S. Päivärinta
4. Se / Uppgift saknas
5. Se på mej / N. Strömstedt
6. Tokyo / T. Norell, Oson
7. Ängel / N. Strömstedt
8. Kärleken känns / N. Strömstedt, P. Gessle
9. Fantasi / N. Strömstedt
10. Cry everytime / T. Päivärinta, P. Alm, L. Päivärinta, S. Päivärinta
11. Inte längre din / N. Strömstedt